# Châtillon (Delémont)
Pour les articles homonymes, voir Châtillon.

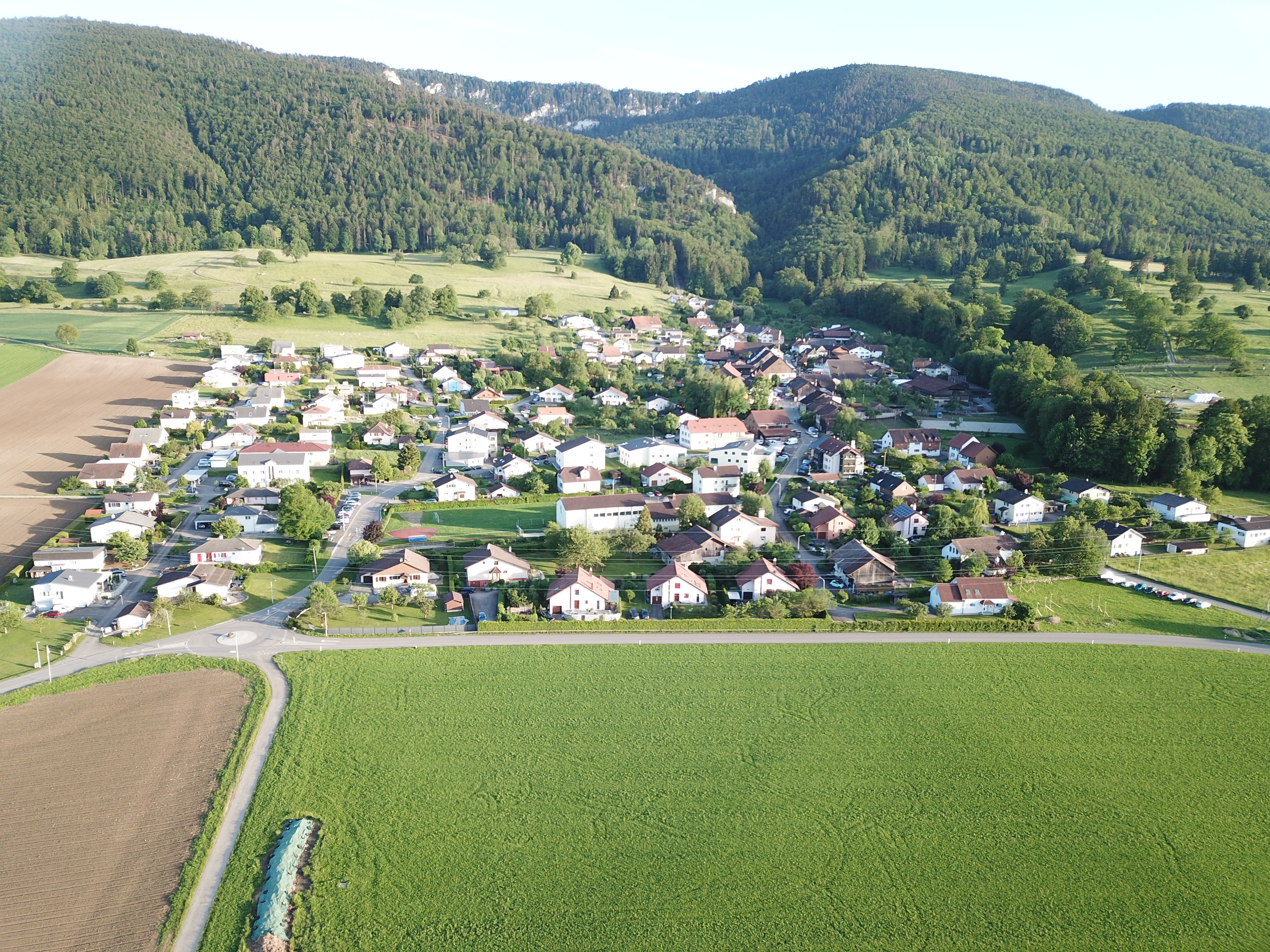
Vue de Châtillon.

Châtillon (ancien nom allemand : Kastel) est une commune suisse du canton du Jura. Située à 5 km de Delémont et à 12 km de Moutier, la commune est bordée au nord par la colline du Montchaibeux et au sud par la montagne de Moutier (chaîne du Mont). Une petite rivière longe le village à l'ouest.
Autrefois, le village était essentiellement agricole, mais il est devenu de plus en plus résidentiel. Actuellement, il ne reste plus que cinq fermes à l'intérieur du village et trois fermes à l'extérieur. À l'origine, le village était principalement constitué par une rue unique, entourée de fermes, de greniers et de fontaines en pierre que l'on peut encore admirer. Depuis les années 1970, plusieurs quartiers résidentiels se sont construits : la Tuilière dans les années 1970, les Places dans les années 1970 et 1980, le Haut-des-Prés dans les années 1990 et le Clos-Brené au début des années 2000.
Le village dispose d'une école enfantine et d'une école primaire (niveau 1 à 6). Pour l'école secondaire, la commune fait partie du cercle de Courrendlin.
La population est en majorité catholique. Les fidèles disposent d'une chapelle,  l'Assomption-de-la-Vierge datant de 1817/18, ils font partie de la paroisse de Courrendlin, qui réunit aussi les villages de Rossemaison, Vellerat et Rebeuvelier. Le cimetière paroissial est situé à Courrendlin.

## Histoire
La première mention date de 1148, sous le nom latinisé de Chastellum, dans un acte de confirmation des possessions de l'abbaye de Moutier-Grandval par le pape Eugène III. Le village faisait partie de la prévôté de Moutier-Grandval, de la partie appelée « sous les Roches ». Cette partie de la prévôté est restée catholique. Châtillon fut intégrée à la France de 1797 à 1814.  Depuis 1815, le village dépend du bailliage, puis du district bernois de Moutier et depuis 1976 du district de Delémont.
En 1975, lors du 2e plébiscite lié à la création du canton du Jura, en tant que village limitrophe du district de Delémont, Châtillon - qui faisait partie du district de Moutier resté bernois - a eu la possibilité de se prononcer sur son appartenance à la République et Canton du Jura, appartenance pour laquelle il opta par 148 voix contre 17 le 7 septembre 1975.
L'usine du groupe Von Roll (travail et transformation du minerai de fer et de la fonte, tuyaux, pièces moulées), située dans les villages voisins de Courrendlin et de Choindez, fournissait du travail à de nombreux ouvriers de Châtillon, dont une grande majorité a conservé pendant longtemps une activité agricole à côté du travail à l'usine.  

### Évolution du nom
- 1148 : Chastellum
- 1179 : Chastellion
- 1308 : Chastellon
- 1347 : Chatellon
- 1349 : Chastillon
- 1461 : Chestillon
- 1572 : Chastillon
- 1632 : Chastillion
- 1693 : Chaitilion
- 1779 : Châtillon

Châtillon serait un dérivé, sans doute mérovingien, du bas latin castellum, diminutif de castrum, accompagné du suffixe -ionem. Castrum désigne d’abord tous les types de forteresse, depuis le simple donjon jusqu’à l’enceinte urbaine, puis se spécialise dans le sens de « château fort » et se réduit ensuite à celui de « grande maison de plaisance ».

## Démographie
| Année | Habitants |
| ----- | --------- |
| 1745  | 144       |
| 1755  | 176       |
| 1771  | 145       |
| 1800  | 154       |
| 1818  | 144       |
| 1850  | 193       |
| 1880  | 152       |
| 1900  | 221       |
| 1950  | 343       |
| 1970  | 299       |
| 1980  | 301       |
| 1990  | 338       |
| 2000  | 378       |
| 2001  | 386       |
| 2002  | 380       |
| 2003  | 378       |
| 2004  | 389       |
| 2005  | 402       |
| 2006  | 432       |
| 2010  | 434       |

Sources : 
- de 1818 à 1970 : Kohler François, « Châtillon », in CER, le Canton du Jura de A à Z, Porrentruy, OPH, 1991 ;
- dès 1980 : OFS, Neuchâtel, état au 1er janvier.

## Politique et administration
Le village compte une corporation de droit public, la bourgeoisie. Elle se préoccupe de la gestion de son patrimoine, constitué principalement en terres agricoles et en forêts. Font partie de la bourgeoisie toutes les personnes ayant acquis par hérédité ou par mariage le droit d'origine de la bourgeoisie de Châtillon et qui résident dans le village. Les familles héréditaires du droit de bourgeoisie sont : Chalverat, Comte, Cortat et Seuret.

### Autorités
Les autorités municipales sont constituées des deux pouvoirs : le législatif et l’exécutif. Le législatif est représenté par l'ensemble des citoyens ayant le droit de vote. Ils se rassemblent en assemblée communale sous la conduite du président des assemblées, pour prendre les décisions qui sont de son ressort. L'exécutif est formé du Conseil communal (cinq membres) dirigé par le maire. Il est chargé de l'administration de toutes les affaires courantes qui sont de sa compétence. La commune a la responsabilité politique et sociale des habitants et la gestion du territoire.

### Administration municipale
| Période          | Période          | Identité             | Étiquette | Qualité |
| ---------------- | ---------------- | -------------------- | --------- | ------- |
|                  |                  | Raymond Chalverat    |           |         |
|                  |                  | Serge Comte          |           |         |
|                  |                  | Philippe Oeuvray     |           |         |
|                  | 31 décembre 2004 | Pierre-Alain Berret  |           |         |
| 1er janvier 2005 | 31 décembre 2008 | Nicole Fluri         |           |         |
| 1er janvier 2009 | 31 décembre 2012 | Georges Humard       |           |         |
| 1er janvier 2013 | 31 décembre 2017 | Gérald Marchand      |           |         |
| 1er janvier 2018 |                  | Silvio Mittempergher |           |         |

## Artisanat et commerce
Le village compte plusieurs artisans, principalement actifs dans la construction : maçonnerie, menuiserie, installation sanitaire, ainsi qu'un atelier mécanique. Le village avait aussi un restaurant qui a fermé en 2008. Le village comptait deux petites épiceries jusqu'aux années 1990.
Le Restaurant du Soleil a rouvert ses portes début 2016 sous les commandes de Virginie Cortat, participante de Masterchef.

## Coutumes
Les caquiats. En signe de deuil, l'Église romaine interdit que les cloches sonnent pendant les trois jours précédant la résurrection du Christ (du Vendredi Saint au dimanche pascal). De là est née la légende selon laquelle les cloches s’en vont à Rome pour se faire bénir par le pape, et qu’elles reviennent en larguant sur leur passage des œufs - aujourd’hui des œufs en chocolat - pour les enfants.
Dans les villages jurassiens, la tradition voulait que durant ces trois jours, les enfants, réunis en cortège, remplacent les cloches en actionnant des crécelles et des caquiats. Le caquiat est un instrument en bois muni d’un manche, d’une planche et d’un marteau mobile. En actionnant l’instrument, on fait aller et venir le marteau sur la planche, ce qui crée le bruit désiré. Cette tradition s'est perdue dans de nombreux villages, mais elle se maintient à Châtillon, en partie en raison de la récompense versée aux enfants. Le samedi matin, ces derniers vont de porte en porte en déclarant : « On vient pètler parce qu'on a caquié ». Les habitants offrent alors une pièce de monnaie, autrefois, ils offraient des œufs. Jadis, seuls les garçons étaient autorisés à caquier ; depuis les années 1980, les filles participent au cortège.
Les caquiats commencent le jeudi Saint à midi et se terminent le samedi soir, ils ont lieu à 6 h le matin, à 12 h et à 18 h. Les enfants se réunissent autour d'une croix située au bas du village. Là, ils font une prière. La tradition dit qu'ils invoquent la divine providence pour que les cloches de la chapelle reviennent de Rome sans heurts, de façon à apporter la nouvelle de la résurrection du Christ. Ensuite, les enfants montent au village en deux rangs, le bruit rappelle aux habitants l'absence des cloches signe du deuil et l'approche de la fête de Pâques.

## Particularités, Sites

### Le Chêne des bosses

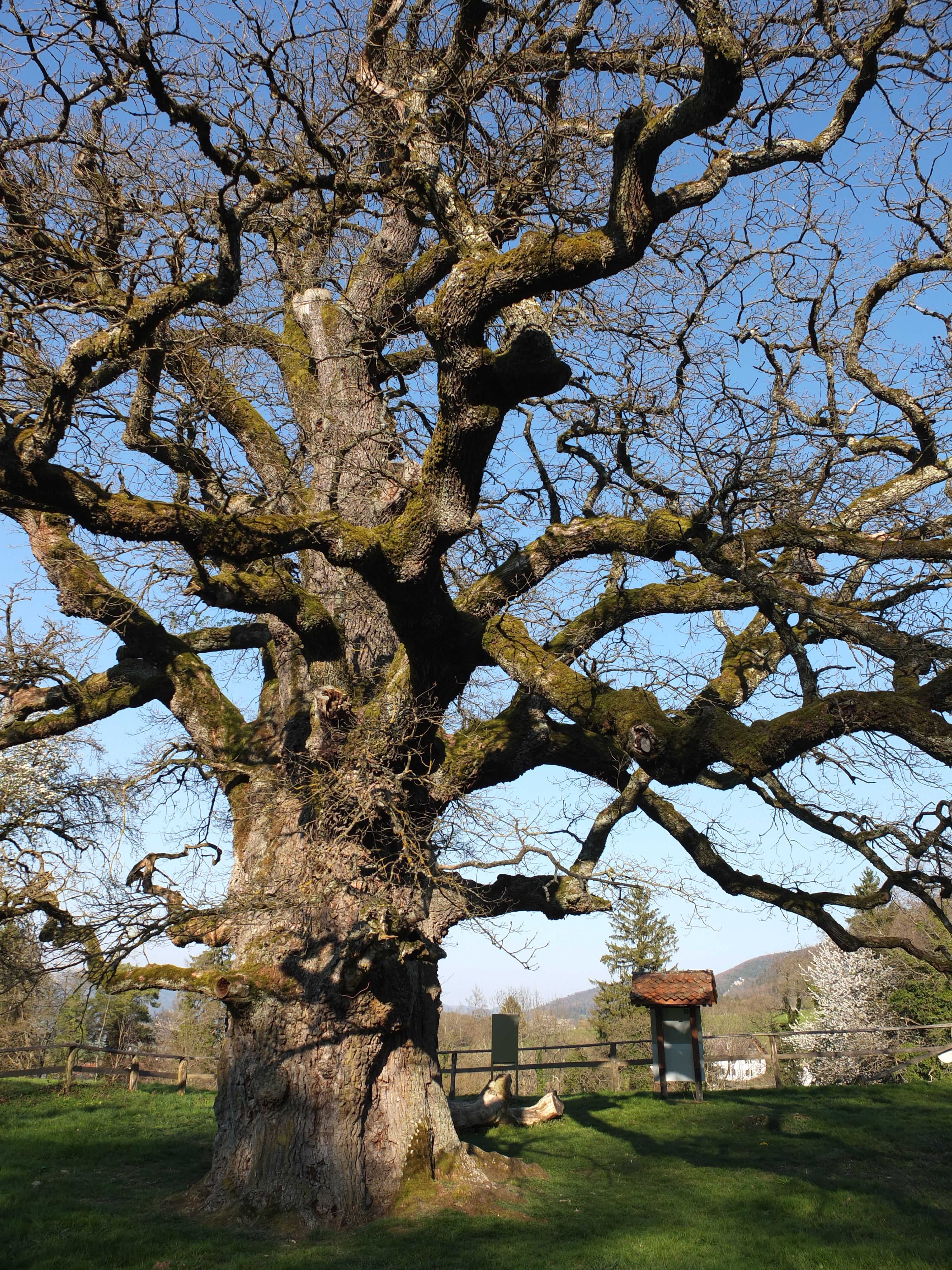
Le chêne en avril 2020.

Sur le territoire du village vit un très vieux chêne, appelé chêne des bosses, il doit son nom à son vieux tronc très tourmenté fait de bosses et de renflements. Une autre hypothèse dit que le nom viendrait du pâturage sur lequel se situe le chêne, pâturage qui comprend de nombreux creux et bosses. Certains le considèrent comme le plus grand et le plus vieux chêne pédonculé d'Europe, il a d'ailleurs été mentionné comme tel dans le fameux Livre des records.
Il faut huit à neuf hommes bras étendus pour en faire le tour, à cause de sa circonférence de 8,4 mètres. Son âge est difficile à déterminer, mais certains disent qu'il avait 1 032 ans en 2007. Il est en tout cas multiséculaire, mais il n'est pas possible de le dater par dendrochronologie, car son cœur est en putréfaction. Il doit probablement sa longévité à sa situation dans un creux qui le met à l'abri des courants, tout en lui laissant une lumière favorable. Un sentier didactique permet d'y accéder aisément.
Le pâturage sur lequel il est situé contient d'autres magnifiques chênes, c'est pourquoi une légende est née, qui dit que chaque fois qu'un jeune homme épousait une fille du village, il devait planter un chêne la première nuit de noces.

### La chapelle
Le village dispose d'une chapelle, appelée l'Assomption-de-la-Vierge et datant de 1817-1818. Son origine remonte à un don du sieur Nicolas Comte et de son épouse Ursule, née Cortat, à la commune municipale de Châtillon, en vue de bâtir une chapelle dans la commune. Le terrain fut cédé à la paroisse en 1988. L'église fut construite à partir de 1817 et dédiée à l'Assomption de Marie en 1818. En 1825, on y ajouta un clocher et une nouvelle cloche fut installée en 1901. Plusieurs rénovations ont eu lieu au cours du XXe siècle : en 1918, un porche en pierre est construit, en 1950, elle est agrandie et en 1985, elle est entièrement rénovée avec la construction d'un nouveau clocher (l'ancien menaçait de s'effondrer), construction d'une nouvelle sacristie au nord du bâtiment, pose d'une deuxième cloche, etc.
Les vitraux sont du chanoine Voirol et la chapelle abrite depuis 1992 les tableaux de l'artiste jurassien André Bréchet. L'œuvre du peintre se compose de 11 tableaux répartis dans la chapelle : six dans la nef, deux à l'entrée du chœur et trois autres formant un triptyque placés au fond du chœur. L'artiste a ajouté un Christ fixé au-dessus du triptyque et un tabernacle en bronze. Les tableaux sont figuratifs, ils représentent des scènes de la vie du Christ et de Marie.
Ce travail résulte d'un don anonyme. Il s'agit d'un des derniers travaux de l'artiste décédé en mars 1993.

## Sources
- Les Voéchats, Châtillon 1148-1998. Châtillon, Les Voéchats, 1998.
- François Kohler, « Châtillon », dans Bernard PRONGUÉ (dir.), Le Canton du Jura de A à Z. Porrentruy, Office du patrimoine historique, 1991.
- François Kohler, « Châtillon », dans Dictionnaire historique de la Suisse [publication électronique DHS], version du 14.07.2005.
- Arthur Daucourt, Dictionnaire historique des paroisses de l'ancien évêché de Bâle, 1, 1897, 234-236 (réimpr. 1980)